# Hortensia (diamant)
Pour les articles homonymes, voir Hortensia (homonymie).
L'Hortensia est un diamant de 21,32 carats de couleur pêche. Il est également appelé le Diamant rose.

## Histoire
Il est taillé en 1678 et acquis par Louis XIV qui le porte à sa boutonnière. Il tient son nom de Hortense de Beauharnais (1783-1837), reine de Hollande, qui l'a porté.
Il est dérobé lors du vol en 1792 d'une partie des diamants de la Couronne à l’hôtel du Garde-Meuble de la Couronne, à Paris, mais récupéré après une enquête policière acharnée.
La dernière utilisation de l'Hortensia appartient à l'impératrice Eugénie (femme de Napoléon III) en 1856. En 1887, il est attribué au Muséum national d'histoire naturelle, puis au Musée du Louvre à Paris où il est exposé.